# Gmina Vrhovine
Vrhovine (serb. Врховине) – gmina w Chorwacji, położona w Ličko-senjskiej županiji.

## Demografia
Większość mieszkańców to Serbowie. Populacja: 1403 mieszkańców (2011).
| Liczba ludności | Liczba ludności | Liczba ludności | Liczba ludności | Liczba ludności | Liczba ludności | Liczba ludności | Liczba ludności | Liczba ludności | Liczba ludności | Liczba ludności | Liczba ludności | Liczba ludności | Liczba ludności | Liczba ludności |
| --------------- | --------------- | --------------- | --------------- | --------------- | --------------- | --------------- | --------------- | --------------- | --------------- | --------------- | --------------- | --------------- | --------------- | --------------- |
| 1857            | 1869            | 1880            | 1890            | 1900            | 1910            | 1921            | 1931            | 1948            | 1953            | 1961            | 1971            | 1981            | 1991            | 2001            |
| 1542            | 2553            | 2172            | 1102            | 1187            | 1346            | 1530            | 1558            | 1152            | 1111            | 1144            | 1005            | 951             | 873             | 451             |

## Miejscowości w gminie
Gmina składa się z miejscowości:
- Donji Babin Potok
- Gornje Vrhovine
- Gornji Babin Potok
- Rudopolje
- Turjanski
- Vrhovine
- Zalužnica